# 지역사회
지역사회(community)는 내부적인 사회적 관계, 연대감을 가지고 있으면서 다른 지역과 구분되는 지리적 영역을 구성하는 하나의 사회를 의미한다.

## 정의
지역사회를 규정하는 방식에는 크게 지리적인 의미, 기능적인 의미, 둘 모두를 동시에 고려하는 경우로 나눌 수 있다. 지리적인 의미의 지역사회는 그를 구성하는 주민들과 조직의 지리적 활동 범위에 초점을 맞춘 것으로, 함께 생활하는 장소를 기반으로 정의된다. 지리적인 지역사회는 이러한 특성을 기반으로 다른 지역사회와 구별되는 특수성을 지니게 된다. 기능적 의미의 지역사회는 지리적 장소 개념을 배제하고, 행정적 분할에 의해 서로 같은 이익을 추구하고 동질성을 가지는 공동체의 특성을 강조하여 지리적 한계를 벗어나려 하였다. 이러한 기능적 지역사회는 집단 구성원이 가지는 공통의 욕구를 충족시키는 기능을 수행하며, 집단 구성원 사이의 상호의존성에 의해 고유의 특성을 나타내게 된다.

## 같이 보기
- 지역주의
- 사회해체론
- 지역사회의학
- 마을공동체
- 도시
- 공동체주의